# Hieronym Strasser
Hieronym Strasser OFM, v českých pramenech uváděný jako Jeroným Strasser byl rakouský (vídeňský) františkán, který se podílel na prvotním zaznamenávání osudu čtrnácti pražských františkánských mučedníků. V roce 1622 získal deník, který si zapisoval jeden z umučených řeholníků, kněz Bartoloměj Dalmasoni a použil jej k sepsání knihy o pražských mučednících.. Knihu Illustre martyrium Quatuordecim Fratrum Minorum ... Pragae Bohemiae ... occisorum ... vytiskl ve Vídni v roce 1624 tiskař Matthaeus Formica. Svazek osmerkového formátu o 43 stranách zdobí na titulní straně mědiryt s portréty zavražděných řeholníků spolu se zbraněmi, jimiž byli ubiti. Současně s deníčkem získal Stasser také ornát (kasuli), v němž zabit jeden z mučedníků, P. Jan Martinez a odnesl ji do Vídně, kde je již jako relikvie uchovávána dodnes. Deník i ornát získal Strasser jistě během pobytu v Praze, kde si prohlédl i františkánský konvent u P.Marie Sněžné, kde viděl ještě stopy po násilí před jedenácti lety. V české provincii řídil dle obvyklé praxe z pověření generálního řádového ministra provinční kapitulu bratří v červnu 1621 v Brně.